# 모하메드 부메즈락 스타디움
모하메드 부메즈락 스타디움(Mohamed Boumezrag Stadium)은 알제리 슐레프에 있는 다용도 경기장이다. 현재 주로 축구 경기에 사용되며, 축구팀 ASO 슐레프의 홈 경기장으로 사용된다. 경기장은 총 18,000명을 수용한다.